# Saint-Germain-en-Montagne
Saint-Germain-en-Montagne – miejscowość i gmina we Francji, w regionie Burgundia-Franche-Comté, w departamencie Jura.
Według danych na rok 1990 gminę zamieszkiwało 361 osób, a gęstość zaludnienia wynosiła 67 osób/km² (wśród 1786 gmin Franche-Comté Saint-Germain-en-Montagne plasuje się na 404. miejscu pod względem liczby ludności, natomiast pod względem powierzchni na miejscu 774.).